# Euphaedra mirabilis
Euphaedra mirabilis är en fjärilsart som beskrevs av Jacques Hecq 1980. Euphaedra mirabilis ingår i släktet Euphaedra och familjen praktfjärilar. Inga underarter finns listade i Catalogue of Life.